# Çamlıtepe, Hemşin
Çamlıtepe là một xã thuộc huyện Hemşin, tỉnh Rize, Thổ Nhĩ Kỳ. Dân số thời điểm năm 2010 là 91 người.